# 오리엔트시계 (대한민국)
오리엔트시계는 대한민국의 손목시계 회사이다. 이재명이 소년공 시절에 일했던 것으로 유명하다.